# Хайдаров, Амен Абжанович
Аме́н Абжа́нович Хайда́ров (каз. Әмен Әбжанұлы Қайдаров; 3 июня 1923, Акмолинская губерния — 4 февраля 2015, Алма-Ата) — советский режиссёр-мультипликатор. Заслуженный деятель искусств Казахской ССР, лауреат Госпремии КазССР. Член Союза художников Казахстана, Союза кинематографистов Казахстана, Союза журналистов Казахстана, Союза дизайнеров Казахстана.

## Биография
Амен Хайдаров родился 3 июня 1923 года.
В 1941 году ушёл на фронт. Участник Сталинградской битвы, был тяжело ранен осколком мины под Киевом в 1943 году, после чего перенёс несколько тяжёлых операций. Член КПСС с 1943 года.
В 1950 году окончил Алма-Атинское художественное училище.
В 1950-е годы работал графиком, плакатистом и карикатуристом, а также сотрудником журналов «Ара-Шмель», «Казакстан айелдерi».
В 1965 году окончил отделение художников-мультипликаторов ВГИКа в мастерской Ивана Иванова-Вано, в 1966 году — курсы режиссёров во ВГИКе.
Был художником, режиссёром и художественным руководителем мультипликационного цеха студии «Казахфильм» (1966—1975).
Секретарь Союза кинематографистов Казахской ССР (1975—1983), председатель Союза художников Казахской ССР (1983—1991).

## Награды
- «Почему у ласточки хвост рожками»
  - 1968 — ΙΙΙ Всесоюзный кинофестиваль в Ленинграде — приз по разделу мультфильмов,
  - 1974 — ΙΙΙ Нью-Йоркский фестиваль анимационных фильмов — Бронзовая медаль по разделу детских фильмов.
- 1971 — Орден «Знак Почёта»
- 1974 — Заслуженный деятель искусств Казахской ССР
- 1980 — Государственный премия Казахской ССР
- 1985 — Орден Отечественной войны ІІ степени
- 2003 — Орден Парасат
- 2012 — Орден «Барыс» ІІІ степени
- 2013 — премия «Алтын Адам»
- Заслуженный деятель Казахстана
- медали СССР и Республики Казахстана

## Фильмография

### Режиссёр
- «Почему у ласточки хвост рожками» (1967)
- «Аксак кулан» (1968)
- «Хвостик» (1969)
- «Ходжа-Насыр — строитель» (1971)
- «Ходжа-Насыр — богохульник (прозрение)» (1973)
- «Солнечный зайчик» (1975)
- «Сорок небылиц» (1979) Диплом — ВКФ, Ашхабад.
- «Волшебный ковёр» (1981)

### Сценарист
- "Аксак кулан (1968)
- «Хвостик» (1969)
- «Ходжа-Насыр — строитель» (1971)
- «Ходжа-Насыр — богохульник (прозрение)» (1973)
- «Сорок небылиц» (1979)
- «Волшебный ковёр» (1981)
- «Гори» (1981)

### Художник-постановщик
- «Почему у ласточки хвост рожками» (1967)

### Художественный руководитель
- «Шёлковая кисточка» (1978)
- «Волшебный арбуз» (1978)